# Bonecruncher
Bonecruncher é um jogo de computador publicado pela Superior Software em 1987 para o BBC Micro, Commodore 64, Commodore Amiga e Acorn Electron.
O game é similar ao Boulder Dash e ao Repton da própria Superior, mostrando principalmente uma escavação numa caverna mostrada como uma grade retangular de quadrados. No entanto, o mecanismo do jogo é ligeiramente diferente.